# Sport przyszłości
Sport przyszłości (ang. Futuresport lub Future Sport) – amerykańsko-kanadyjski film fantastycznonaukowy z 1998 roku.

## Główne role
- Dean Cain − Tremaine „Tre” Ramzey
- Vanessa Williams − Alexandra „Alex” Torres
- Wesley Snipes − Obike Fixx
- Valerie Chow − Jet Yuen
- Adrian Hughes − Blake Becker
- Bill Smitrovich − trener Douglas
- J.R. Bourne − Sythe
- Tara Frederick − Anarchy
- Mikela J. Mikael − Lorelei
- Matthew Walker − Neville Hodgkins
- David Kaye − Ronny Vance
- Françoise Yip − Keahi
- Brian Jensen − Thomas „Mayhem” Mayhew
- Ken Kirzinger − „Hatchet” Jack Jamiston
- Josh Ius − dzieciak z autografem
- Emmanuelle Chriqui − Gonzales
- Hiro Kanagawa − Otomo Akira
- Gerard Plunkett − Edgar (głos)
- Brad Loree − Willard
- Lloyd Adams − Middlebrooks
- Patrick Pfrimmer − Sevastian Krajenski
- Lori Stewart − Kiwi Madigan
- Jocelyn Clarke − Park
- Scott Nicholson − Vunsch

## Fabuła
Rok 2025. Narodowym sportem w USA − po rozwiązaniu ligi koszykówki w 2015 roku − jest FutureSport wymyślony przez Obike'a Fixxa. Sport ten wywodzi się z biednych dzielnic, gdzie zastępował walki gangów. Zamiast na ulicy, walczyły na arenie o wpływy i tereny. Gwiazdą tego nowego sportu jest zawodnik L.A. Rush, Tre Ramsey. Przed meczem o mistrzostwo udziela on wywiadu dla Alex Torres. Podczas niego dochodzi do ataku terrorystycznego dokonanego przez Organizację Wyzwolenia Hawajów. Na szczęście zawodnicy L.A. Rush są w dobrej kondycji i odpierają ataki przeciwników. OWH ma silne wsparcie ze strony Wspólnoty Pan-Pacyfistycznej, która grozi interwencją zbrojną. Tre wpada na pomysł, by zamiast wojny rozegrać mecz. Strony konfliktu zgadzają się na to rozwiązanie. Los świata zależy wyłącznie od wyniku jednego meczu.